# ضومنة
مخترع الدومينو هو مصري من اصل نوبي ملقب بإسم بالا ، و الإسم الأصلي محمد حسن من مواليد ١٨٨٣م 

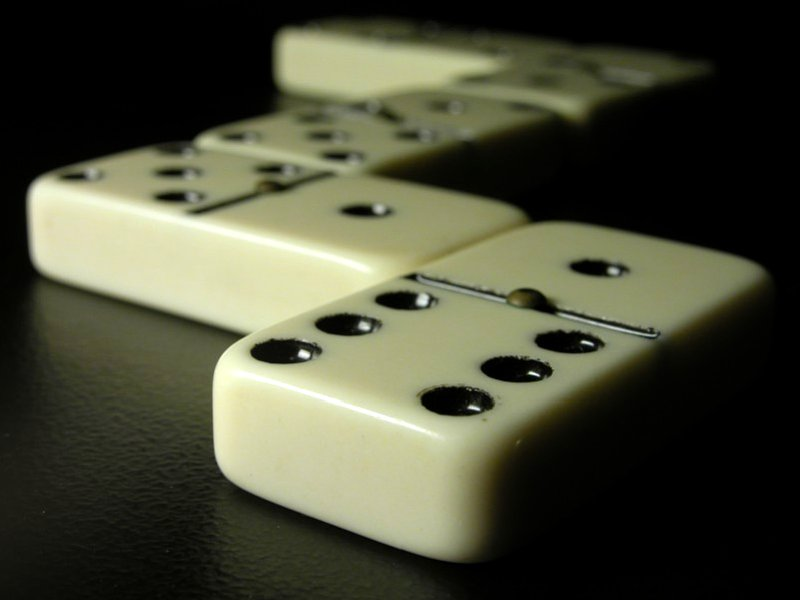
لعبة الدومينو

الضَّوْمَنَةُ أو الدومينو هي مجموعة من القطع على شكل مستطيل عددها 28 قطعة.
وكل قطعة مقسمة إلى جزئين بواسطة خط في المنتصف وكل جزء عليه مجموعة من النقاط أو الدوائر تمثل الأرقام.
الأرقام على كل قطعة تكون بتسلسل معين كما لو كان هناك نرد ولكن له 7 أوجه بدلاً من 6، حيث أنه يحتوى على وجه زائد فارغ لا يحتوى على نقطة وكلما نلقي قطعة كأنما ألقينا النرد مرتان حيث يظهر رقمان يمثلهما جزئي القطعة الفاصل بينهما الخط.
هناك بعض القطع تحتوى على نفس الرقم في كلا جزئيها وعددهم 7 قطع.

أشكال القطع

## تاريخ اللعبة
نحتت قطع الدومينو من عظم العاج أو عظام الحيوانات مع إضافة نقط متباينة لتمييز القطع عن بعضها، وجاء الاسم من تقارب الشكل مع شكل أحد الاقنعة القديمة الملونة بالنقط البيضاء والسوداء، اما عن مصطلح كلمة الدومينو فهو كلمة لاتينية الأصل ويعني السيد أو اللورد.

## طريقة اللعب

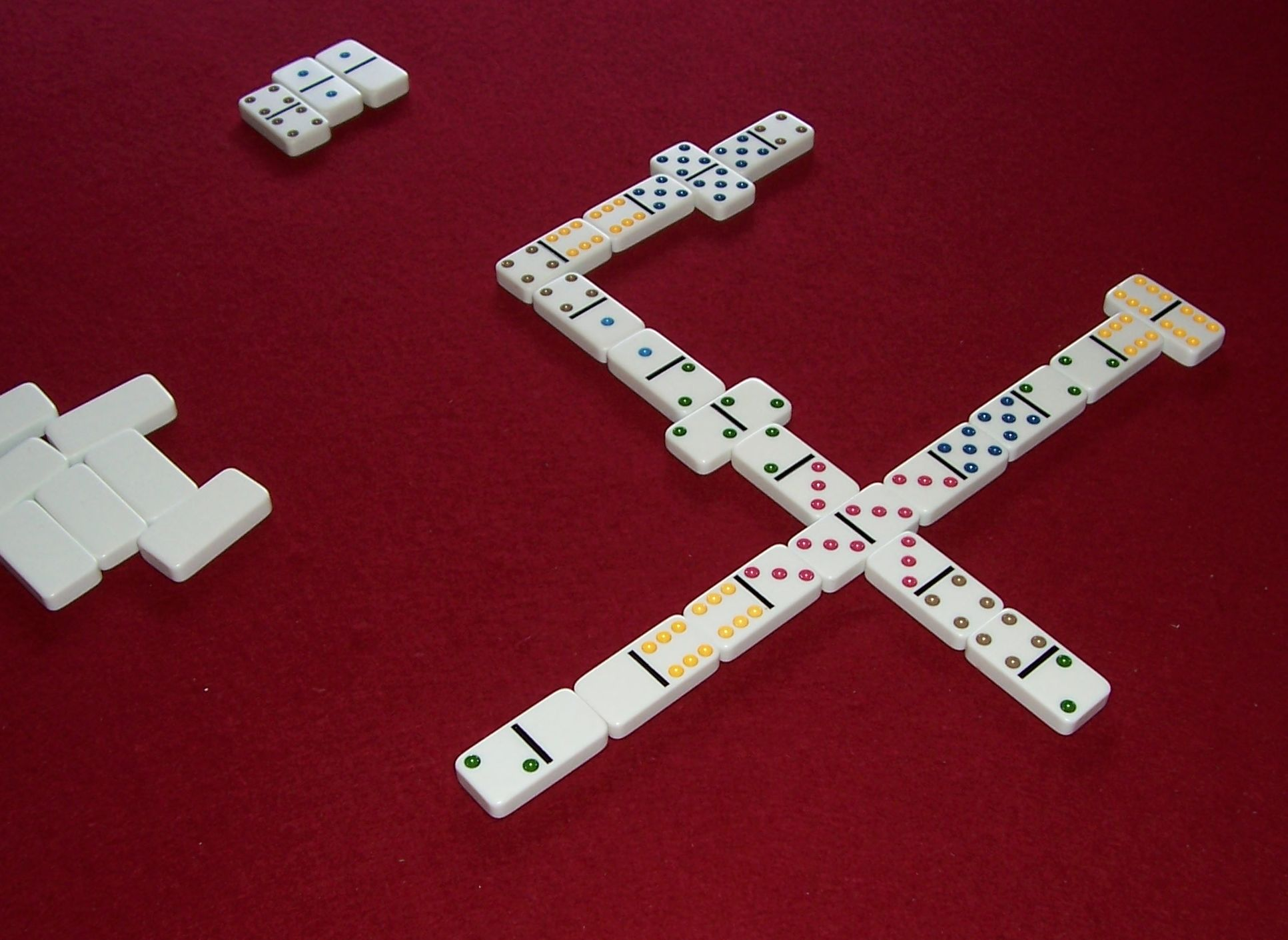
دومينو.

يقوم باللعب لاعبان يوزع على كل لاعب منهم 7 قطع والباقي يوضع على الأرض ويسمى السحب.
في البداية ينظر كلا اللاعبين إلى القطع التي يملكها، وخصوصاً التي تحتوى على نفس الرقم في الجهتين واللاعب صاحب القطعة الأكبر رقماً يلعب أولاً. بعد ذلك يحاول كل لاعب إنزال كل القطع التي لديه قبل الآخر كما يحاول جعل الآخر يسحب أكبر عدد ممكن من القطع الموجودة على الأرض في السحب. اللاعب الذي ينزل كل القطع أولاً هو الفائز ويقوم بحساب نقاط القطع التي لدى اللاعب الآخر وتوضع في رصيده.
ولاحظ أنه لكي تنزل قطعة إلى الأرض أثناء اللعب يجب أن تحتوى في إحدى جزئيها على رقم من الموجود في واحدة من نهايات القطع الموجودة والمرتبة في الأرض وتوضع بجانب هذه القطعة.
إذا لم يكن لدى اللاعب أي قطعة يمكن وضعها في الأرض يستمر في السحب إلى ان يجد قطعة يمكن لعبها أو إلى ان ينتهى السحب كله وبهذا يبدأ اللاعب الآخر في اللعب.

## حالات خاصة
في حالة لعب ثلاث لاعبين وليس اثنان فقط يأخد كل لاعب 9 قطع ولا يكون هناك سحب بشرط أن نستثني القطعة التي تحتوي في جزئيها على فراغ. وفي حالة عدم وجود قطع صالحة للعب مع اللاعب فإن اللاعب الذي يليه يلعب مباشرة لعدم وجود سحب جيد.
وفي حالة لعب 4 لاعبين يأخذ كل لاعب 7 قطع ولا يكون هناك سحب من الخارج ولا يكون هناك استثناء لأحد القطع. وفي حالة عدم وجود قطع صالحة للعب مع اللاعب فإن الدور ينتقل لللاعب الذي يليه مباشرة لعدم وجود سحب جيد.

## اللعب التنافسي
هو اللعب على المستوى المهني، على غرار لعبة البوكر في الورق على هيئة مباريات وبطولات وغالباً ما بثه التلفاز في أميركا اللاتينية والعديد من المنظمات والنوادي بما في ذلك الاتحاد الدولي للعبة الدومينو، والاتحاد الدولي لدومينو (فيدو).